# Бит
 За термина от информатиката вижте Бит (информатика).  
Бит означава начина на всекидневен живот, съвкупността от жизнени условия, порядки, навици, традиции и обичаи, които са присъщи на народ, класа или социална група.
Изследванията на бита са в полето на интерес на хуманитарни дисциплини като антропология, етнология, социология и фолклористика. Пример за такова изследване за България е монографията „Бит и душевност на нашия народ“ на Иван Хаджийски.
В езика думата „бит“ се среща в комбинации като „селски бит“ (живот на село) и „патриархален бит“ (живот, характерен за патриархалното общество).
Битова техника се нарича техниката, използвана за ежедневни домакински нужди.
Битовата живопис е направление в изкуството, отразяващо сцени от съвременния за художника обществен и домашен бит.